# Tamseuxoa
Tamseuxoa là một chi bướm đêm thuộc họ Noctuidae.